# Angie Bainbridge
Angie Lee Bainbridge, född 16 oktober 1989 i Newcastle, New South Wales, är en australisk simmare.
Bainbridge blev olympisk guldmedaljör på 4 × 200 meter frisim vid sommarspelen 2008 i Peking.